# Simpsonöknen

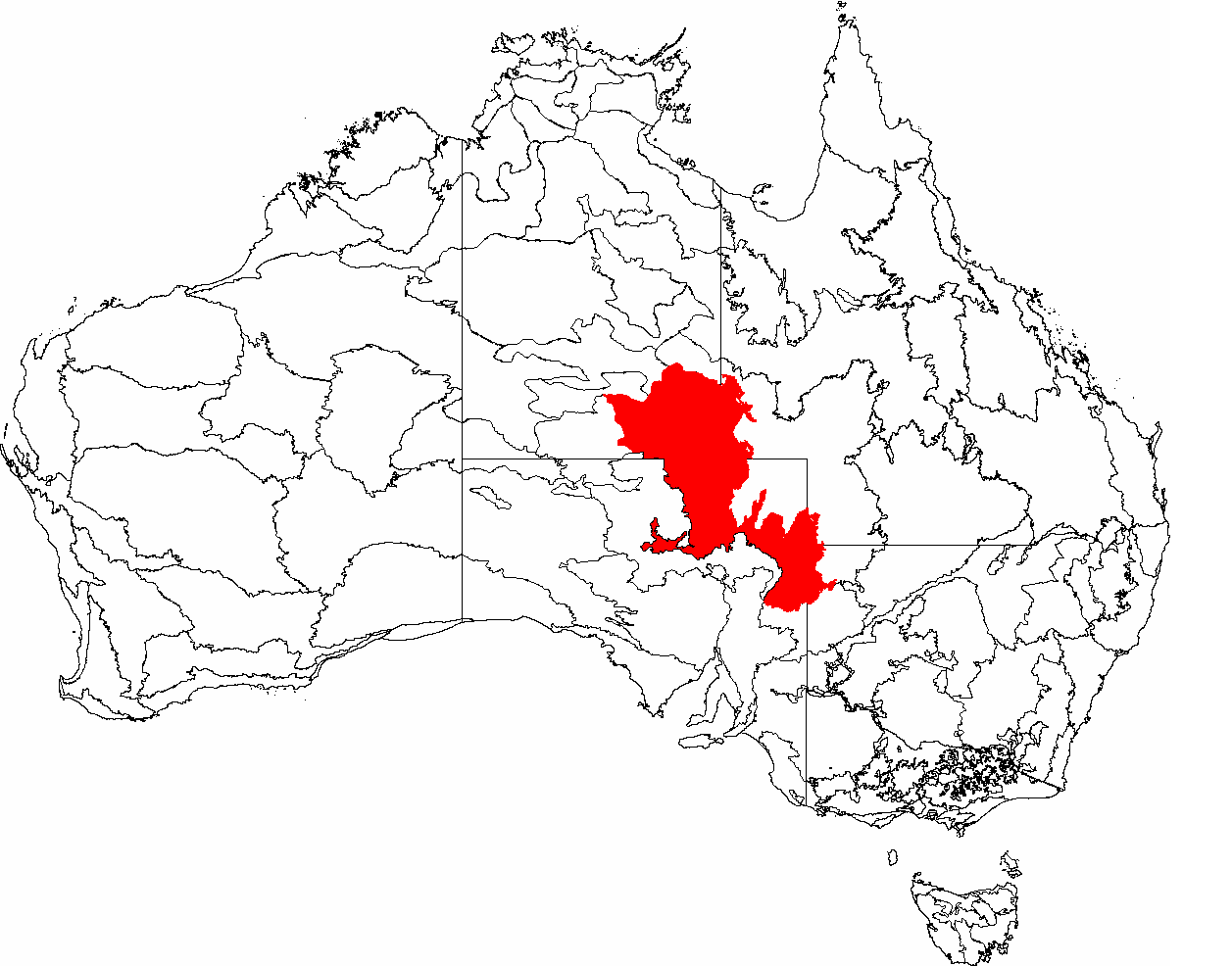
Lägeskarta för Simpsonöknen och Strzelecki-öknen.

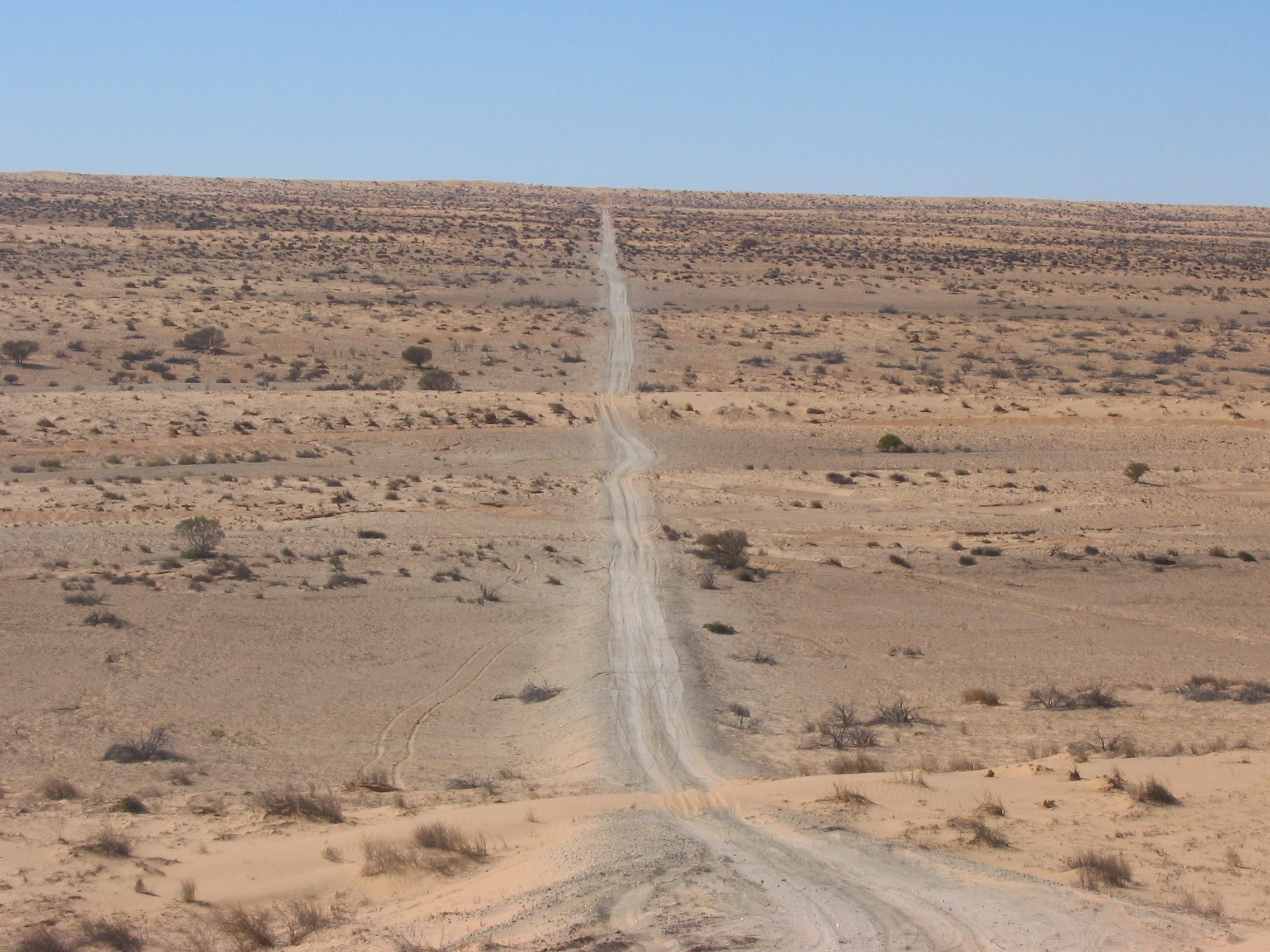
Simpsonöknen

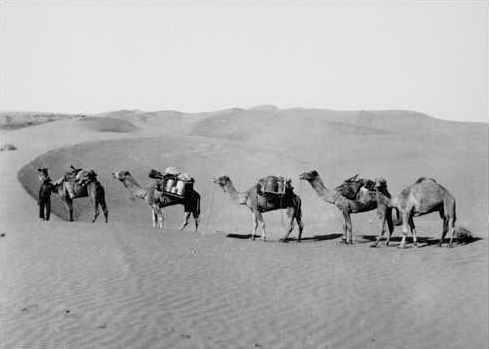
Ted Colsons expedition 1936.

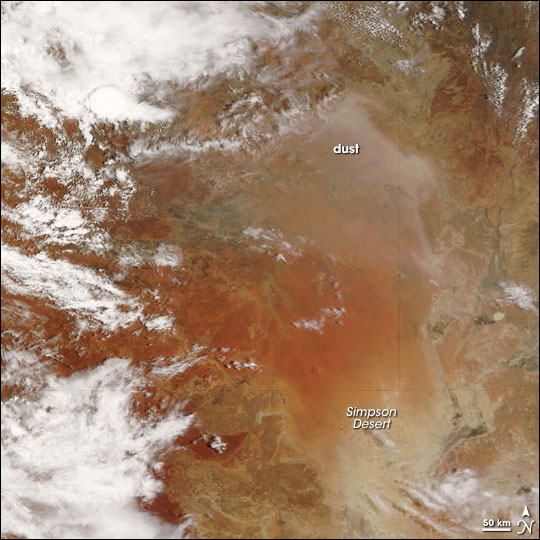
Simpsonöknen från rymden, NASA.

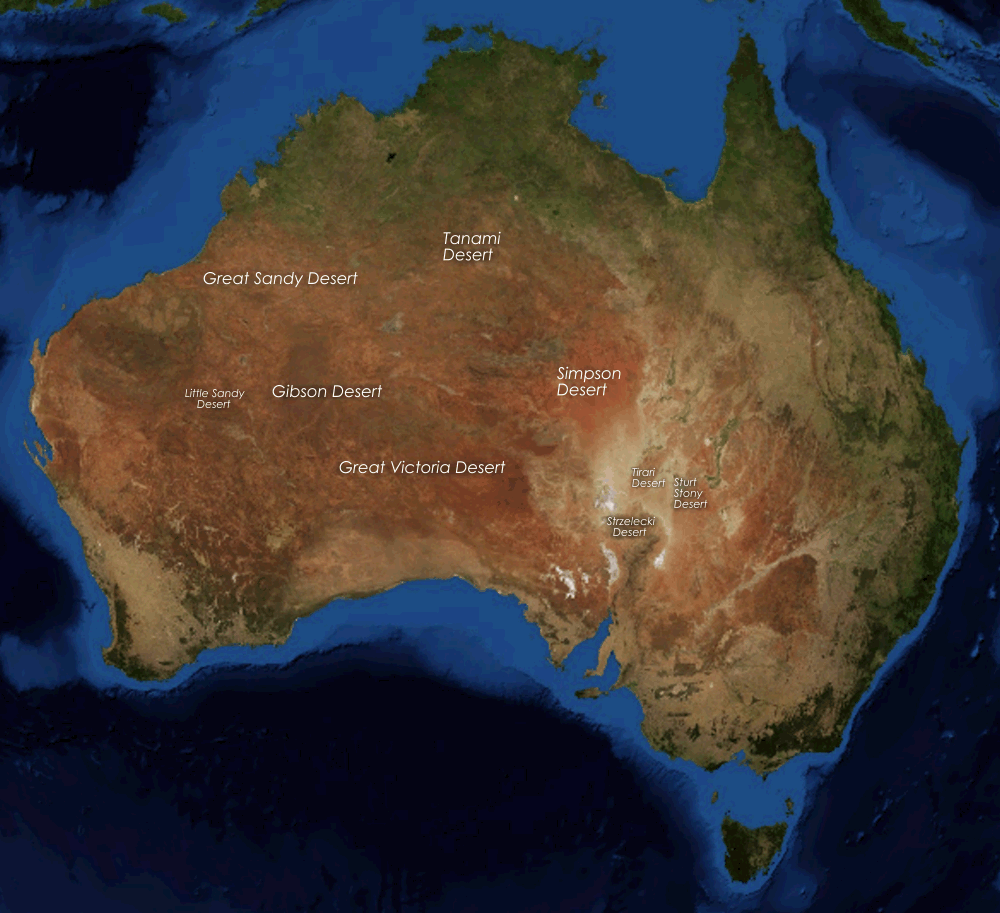
Simpsonöknens läge i Australien.

Simpsonöknen (engelska: Simpson Desert) är en öken i gränsområdena mellan Northern Territory, South Australia och Queensland i de centrala delarna av Australien. Den har en yta på 176 500 km². 
Öknen ligger över Great Artesian Basin, ett av de största inre avrinningsområdena i världen. Grundvattnet i området går i dagen vid ett flertal naturliga källor, inklusive Dalhousie Springs, och i hål som borrats längs större vägar och under petroleumprospektering. Som en följd av utnyttjande av sådana källor har tillgången till vatten stadigt minskat de senaste åren. 
Simpsonöknen är en erg som innehåller världens längsta parallella sanddyner.  Dessa nord-sydlig orienterade sanddyner är statiska, som hålls på plats av vegetation. De varierar i höjd från 3 meter i väster till cirka 30 meter på den östra sidan. Det största och mest kända dyn, Nappanerica, eller mer populärt Big Red (namngiven av Simpson Desert resande Dennis Bartell), är 40 meter i höjd. 
Den första europé som såg öknen var vetenskapsmannen och upptäcktsresanden Charles Sturt år 1845, på hans resa i området 1844–1846. Först år 1936 lyckades Ted Colson att korsa öknen i sin helhet. Öknen är uppkallad efter den australiensiska geografen Allen Simpson . 